# 위방
위방(衛邦)은 위만의 아버지로 전하는 사람이다.

## 개요
위방(衛邦)은 위만의 아버지로 전하는 인물이다. 야사에 위방이 유방과 동일인이라는 허위 사실이 유포되기도 하였다. 한무제에게 반기를 든 위만이 유방의 아들이라는 내용은 전후관계가 맞지 않는다. 공식 역사서도 오류가 많은데, 이 내용은 출처가 없다. 위방, 위만(衛邦)은 출신이 모호한 인물인데, 주나라 제후국 위(衛)국 출신으로 파악하는 경우가 많다.